# Jana Dudková
Jana Dudková (1. října 1931 Praha – 20. dubna 2017) byla česká televizní dramaturgyně a scenáristka.

## Dílo
Patřila k zakladatelské generaci Československé televize a spolupracovala s Jiřím Hubačem, Oldřichem Daňkem, Janem Jílkem a Marií Poledňákovou. Jako scenáristka pracovala na celovečerních filmech Hanele a Golet v údolí natočených podle předloh Ivana Olbrachta režisérem Karlem Kachyňou a Zeno Dostálem.
Byla autorkou řady dramatických titulů: adaptace Jiráskova románu Na dvoře vévodském, Nerudových Povídek malostranských či detektivek Síť na bludičku nebo Panenka.
Byla dramaturgyní filmů Tažní ptáci, Jak vytrhnout velrybě stoličku a Jak dostat tatínka do polepšovny, trilogie Ohnivé ženy, seriálů Byl jednou jeden dům, Dnes v jednom domě, Dobrá Voda, Sanitka či Rodina Bláhova. Jednou z jejích posledních prací byla krimi Černá karta v režii Zdeňka Zelenky.

## Život
Byla první ženou režiséra Jaroslava Dudka, s nímž měla dvě dcery.